# El Ayote
El Ayote là một khu tự quản thuộc tỉnh Región Autónoma del Atlántico Sur, Nicaragua. Khu tự quản El Ayote có diện tích 831 ki lô mét vuông. Đến thời điểm năm 2005, huyện El Ayote có dân số 12417 người.